# Sophie in 't Veld
Sophia Helena "Sophie" in 't Veld, född 13 september 1963 i Vollenhove i Overijssel, Nederländerna, är en nederländsk politiker och sedan europaparlamentsvalet 2004 europaparlamentariker för D66.
När hon blev invald 2004 var hon D66:s enda europaparlamentariker, men blev vid valet 2014 delegationsledare för partiets fyra europaparlamentariker. Hon är dessutom vice ordförande för ALDE-gruppen, och är ledamot i utskottet för medborgerliga fri- och rättigheter samt rättsliga och inrikes frågor (LIBE) och EU-delegationen till Turkiet. Hon är ersättare i ekonomiutskottet (ECON) och jämställdhetsutskottet (FEMM), samt vice ordförande i Europaparlamentets HBTQ-grupp.